# Награда „Драгиша Кашиковић”
Награда „Драгиша Кашиковић” установљена је у пролеће 1994. године, на иницијативу директорке Издавачке куће „Српска реч” Данице Драшковић и сатиричара Александра Чотрића. Награда се додељује за врхунски уметнички домет и ширење слободе стваралаштва у областима стваралаштва којима се бавио Драгиша Кашиковић – новинарство, драма, афористика и публицистика.

## Историјат
Даница Драшковић предложила је да „Српска реч” оснује награду, а Чотрић је да се зове по Драгиши Кашиковићу. Одлучено је тада да се Награда додељује за врхунски уметнички домет и ширење слободе стваралаштва у областима стваралаштва којима се бавио Драгиша Кашиковић – новинарство, драма, афористика и публицистика, да о добитницима одлучује стручни жири састављен од познавалаца области за које се уручује признање, као и да уручење буде на годишњицу Кашиковићевог убиства.
Намера оснивача награде била је да се сачува успомена на истакнутог ствараоца у емиграцији који је због свог књижевног, публицистичког, новинарског и политичког рада убијен у Чикагу 17. јуна 1977. године, од, како се сумња, југословенских комунистичких агената. Драгиша Кашиковић, чије име је понела награда „Српске речи”, био је публициста, сатиричар и драмски писац, цењена фигура српске емиграције у САД. 

## Добитници награде
1994.
Први лауреати награде „Драгиша Кашиковић“ били су мр Радован Калабић за књигу „Српска емиграција“ у области публицистике, Петар Луковић, новинар листа „Време“ за колумну „Ћорава кутија“ у којој је објављивао ТВ-критике, Вељко Радовић за комедију „Мотел за људине“. Радомир Јовановић и др Слободан Симић равноправно су поделили награде у области афористике. Дади Вујасиновић, новинарки листа „Дуга“ награда је додељена постхумно.
1995.
Године 1995. признања „Драгиша Кашиковић“ припала су Љиљани Шоп за серију есеја „О наивности и невиности“ (публицистика), Николи Бурзану за текстове објављене у листу „Наша Борба“ (новинарство), Игору Бојовићу за драму „Дивче“ (драма) и Александру Чотрићу за афоризме објављене у домаћој штампи (афористика) .
1996.
1996.
Године 1996. лауреати су постали: књижевник Растко Закић и новинар Филип Младеновић (за сатиру - одбио да прими награду), Милица Кубуровић и Бојана Лекић (за новинарство), Миливоје Глишић (специјална новинарска награда), новинар Ненад Стефановић (за књигу „Снег у јулу") и антрополог др Јовица Стојановић (за књигу есеја „Старост") и Душан Ковачевић за драму „Лари Томпсон, трагедија једне младости“.
1997.
Добитници за 1997. годину су постали: Бранко Глоговац за књигу „Безгробна војска Васојевића“ (публицистика), Петар Игња, новинар листа НИН (новинарство), Биљана Србљановић за „Београдску трилогију“ (драма) и Дејан Милојевић за књигу „Грешити је патриотски“ (афористика). 
1998.
Године 1998. награда су добили Славко Маслар за књигу „Записи из грађанског рата 1945-1951..." (публицистика), др Драшко Ређеп, колумниста новосадског листа „Свет“ (новинарство), Мирко Стојковић за драму „М 70, Слободни пад у шест слика“ (драма), Ива Мажуранић (односно Миодраг Милојевић) за књигу афоризама „Теслино тајно оружје“ (афористика). 
1999.
Награду су 1999. примили: Др Милан Васовић, др Коста Николић и мр Бојан Димитријевић за књигу „Рат и мир Ђенерала - изабрани списи Драгољуба М. Михаиловића“ (публицистика), информативна редакција ТВ Студио Б и главни уредник Драган Којадиновић (новинарство), Горан Марковић за драму „Говорна мана“, Миленко Вучетић за књигу „Светиљке и сенке“ (књижевност), Зоран Т. Поповић за књигу афоризама „Периодични обрачун“ (афористика). 
2000.
Године 2000. признање су понели: др Коста Николић за „Историју Равногорског покрета“ (публицистика), Жељко Копања из Бањалуке и Богољуб Пејчић из Београда (новинарство), Стеван Копривица за „Бокељски д-мол“ (драмски текст), Драган Рајичић за књигу „Свој на своме“ (афористика) и Михајло Бабин, матурант новосадске гимназије „Светозар Марковић“ (посебна награда за најбољи матурски рад на тему „Дража Михаиловић и избегличка југословенска влада у Лондону"). 
2001.
Ово признање 2001. године припало је: филозофу др Милану Брдару за књигу „Праксис одисеја“, новинару „Данаса“ Вуку Цвијићу за новинарско стваралаштво, Владимиру Јовићевићу Јову за афоризме и Милени Марковић за драмски текст „Павиљони“.
2002. и 2003.
За 2002. и 2003. годину награда није додељена.
2004.
Признање су за 2004. годину понели: драмски писац и редитељ Синиша Ковачевић за текст „Велика драма“, за (драмско стваралаштво), публициста Угљеша Рајчевић за књигу „Затирано и затрто” о уништеним српским споменицима (публицистика), књижевник и професор универзитета др Славомир Гвозденовић из Румуније за књигу „Чикаго, Америка и Видовдан“, (за публицистику), Војислав Туфегџић, новинар Радио-телевизије Б-92 (за новинарство) и сатиричар Момчило Михајловић (за афористику).
2005.
Признања су 2005. године добили „Глас цркве“ и протођакон Љубомир Ранковић из Ваљева (за издаваштво), књижевница Исидора Бјелица и новинарка Милена Поповић (за новинарство), сатиричар Весна Денчић (за афористику), историчари Горан Давидовић и Милош Тимотијевић за трилогију „Затамњена прошлост“ и писац Радослав Коминац (за публицистику). 
2006.
Признање „Драгиша Кашиковић“ уручено је 2006. колумнисти недељника „Време“ Љубомиру Живкову за новинарство, коментатору листа „Политика“ Љубодрагу Стојадиновићу за књигу „Ратко Младић између мита и Хага“, за публицистику, сатиричару Драгутину Минићу Карлу за афористику и драмском писцу Милени Марковић за драму.
2007.
У 2007. години добитници су: Милован Витезовић, књижевник, за сценарио филма „Где цвета лимун жут“ (за драмски текст), Новица Стевановић, пуковник и историчар за књигу „Последњи српски ђенерал“ (за публицистику), Мирослав Јовановић, главни и одговорни уредник „Светлости“ из Крагујевца (за новинарство), Витомир Теофиловић (за афористику), за књигу „Срби и остатак света“.
2008.
Добитници 2008. године су: Александар Југовић за роман „Српски у сто лекција“, Предраг Остојић за публицистику, за књигу „Чичина прича или страдање српско“, Миодраг Мића Јакшић из Београда за новинарство за серију текстова о Драгиши Кашиковићу објављених у домаћој штампи, Александар Баљак за књигу „Рат је први почео“ за афористику, Васил Толевски из Скопља у Македонији за антологичарски рад, за „Антологију балканског афоризма“. 
2009.
Године 2009. награда „Драгиша Кашиковић“је уручена: новинару „Вечерњих новости“ Предрагу Васиљевићу за новинарство, за серију текстова о послератним злочинима комунистичких власти, сатиричару Милану Бештићу за афористику и историчару Немањи Девићу за публицистику, за књигу “Истина под кључем – Доња Јасеница у Другом светском рату”.
2010.
У 2010. години добитник награде за новинарство постао је новинар Студија Б Предраг Сарапа, за уређивање и вођење гледане емисије „Проблем“. Признање за публицистику добио је новинар, уредник и публициста Стево Батић за уреднички рад на делу „Девети март – документи“, а лауреат за афористику је Јово Николић. 
Специјалну плакету добила је продуценткиња документарног филма „У спомен на Драгишу и Иванку“ Миленија Перишић.
2011.
У овој години награда за новинарство уручена је коментатору „Блица“ Миленку Васовићу; за публицистику социологу културе проф. др Ратку Божовићу; за историографију Бранку М. Јевтићу за дело „Југословенска војска у отаџбини у Шумадији“; за сатиру писцу Душану Пуачи, а Посебну плакету добио је румунски књижевник Валериу Бутулеску за књигу афоризама „Пешчане оазе“.
2013.
За стваралаштво у 2012. години награђени су: Драгољуб Петровић Дража, уредник и колумниста дневног листа „Данас“, за новинарство; Зоран Ранкић, глумац и афористичар, за афористику, за књигу „Код Цара у подне“ и Момчило Димитријевић, писац, за публицистику, за књигу „Хероји или издајници“.